# 守望台基列聖經學校
守望台基列聖經學校 ，是耶和華見證人學校的正式名稱，通常被簡稱為 基列 或 基列學校。基列是守望台教育中心在美國紐約帕特森創辦的私立學校。

## 歷史
1942年，當時的守望台協會主席内森·霍默·诺尔提議希臘守望台聖經學校作為擴大全球傳教努力的機會。最初打算作為一個臨時教學，第一堂課始於1943年2月1日。不收取學費。五個月後，畢業生開始在九個拉丁美洲國家，包括古巴工作。早在1956年，畢業生就在“大約一百個不同的土地上”服務。
基列學校已經在守望台協會的幾個設施舉辦課程：
1943年至1960年在紐約南蘭辛的王國農場
1961年至1988年在紐約布魯克林的 守望台總部
1988年至1995年在紐約沃爾 的瞭望塔農場
1995以年來至今在紐約帕特森的守望台教育中心。
截至2014年，基列已經培訓了136個屆學生。2008年，基列學校超過8000名學生。大英百科全書指出，基列旨在訓練“傳教士和領袖”，耶和華見證會管理機構的兩名現任成員是基列畢業生。
1987年，為長老和助理僕人推出八個半星期的聖經課程，2010年推出類似的課程提供夫妻一起出席和參與。